# Adonis-Tempel

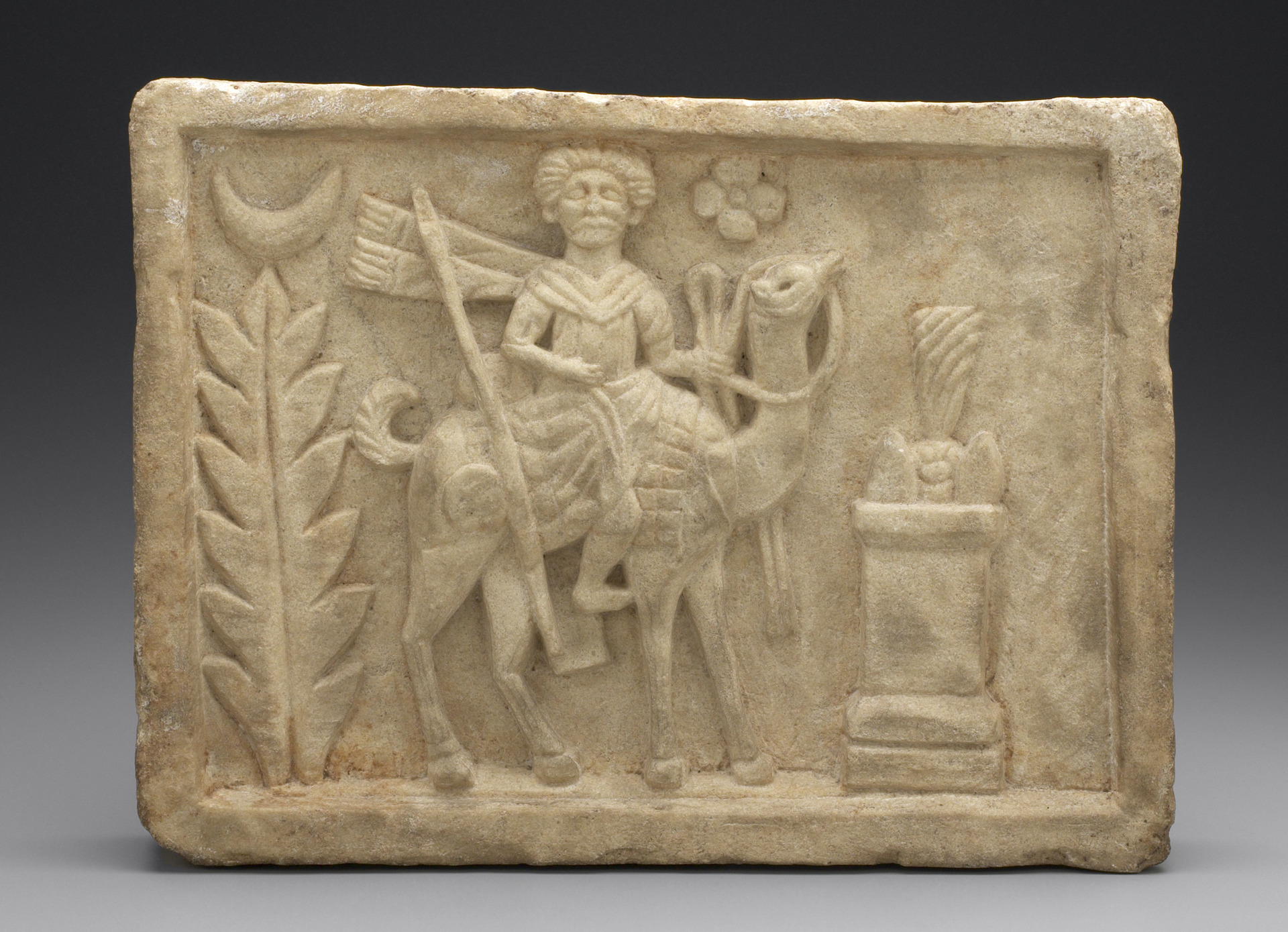
Relief mit dem Gott Arsu, aus dem Tempel des Adonis

Der Adonis-Tempel in Dura Europos wurde zwischen 1931 und 1934 von einer amerikanisch-französischen Expedition der Yale University unter Leitung von Michael Rostovtzeff entdeckt, ausgegraben und beschrieben.
Der bereits in parthischer Zeit errichtete Tempelkomplex ist um einen Hof gruppiert und nimmt die Hälfte einer Insula ein, wobei die angrenzenden Wohnbauten gleichzeitig die Begrenzung des Temenos darstellen. Um den Hof waren diverse mit Bänken an allen Wänden ausgestattete Räume gruppiert. Im Norden befindet sich ein Portikus mit zwei Säulen. Hier fand sich ein Relief, das entweder Atargatis oder Tyche zeigt. Der eigentliche Tempel lag dabei im Süden mit Vorhalle und eigentlicher Cella. Freigelegte, nur in Fragmenten erhaltene Wandmalereien zeigen auf der linken Seite eine Statue und links davon eine Familie, die an einem Feueraltar dem Gott ein Opfer darreicht. Die Szene ist rekonstruiert. Im Tempelkomplex fand sich ein weiteres Relief, das eine Gottheit auf einem Kamel, wahrscheinlich Arsu, darstellt. Es ist der letzte große Tempel der Stadt, der noch unter parthischer Herrschaft errichtet wurde.
Zahlreiche Inschriften, die sich im Tempel fanden, machen es gut möglich, die Geschichte des Heiligtums zu verfolgen. Es können zwei Bauphasen unterschieden werden. Drei Inschriften datieren jeweils in die Jahre 152, 152/153 und 157/158 n. Chr. und markieren die erste Bauphase. Die älteste Inschrift (Juli oder August 152) befindet sich auf einem Türsturz über den Pronaos. Sie ist nicht gut erhalten, jedoch ist die Datierung sicher. Das Hauptheiligtum ist dementsprechend wahrscheinlich um 150 n. Chr. gegründet worden. Eine zweite Bauphase datiert in die Jahre 175 bis 182 n. Chr. Am 24. September 175 weihte Gorpiaeus Thaesamsus einen Altar, in dessen Inschrift auch ausdrücklich Adonis genannt wird. Im Jahr 181/182 (dem Jahr 493 der seleukidischen Zeitrechnung, die in allen Inschriften im Heiligtum gebraucht wurde) errichteten schließlich ein gewisser Solaeas und Boubaues ein Peristyl und einen Weinkeller.